# Eric Viscaal
Eric Viscaal (Eindhoven, 20 de março de 1968) é um ex-futebolista neerlandês que atuava como atacante.
Revelado pelo PSV Eindhoven, um dois clubes grandes de seu país, Viscaal fez sucesso na vizinha Bélgica, onde jogou por Beveren, Lierse e Gent. Também teve uma curta passagem pelo Grasshopper (Suíça, em 1995.
Viscaal retornou à Bélgica em 2001 após boa passagem pelo De Graafschap, onde atuou de 1996 a 2001. Encerrou a carreira em 2006, no Dilbeek Sport, clube da quarta divisão nacional. Voltaria a jogar em 2007, no VK Weerde, que também disputa competições amadores na Bélgica, antes de aposentar-se em definitivo como jogador em 2009.

## Seleção Neerlandesa
Pela Seleção Neerlandesa, Viscaal jogou apenas 4 partidas, todas em 1992. Integrou o elenco que disputou a Eurocopa disputada na Suécia, tendo atuado na partida contra a Seleção da CEI, substituindo Dennis Bergkamp aos 35 minutos do segundo tempo.

## Títulos
PSV Eindhoven
- Eerste Divisie: 2 (1986–87 e 1987–88)
- Copa dos Países Baixos: 1 (1987–88)
- Liga dos Campeões da UEFA: 1 (1987–88)

Grasshopper
- Super Liga Suíça: 1 (1995–96)